# Луогосано
Луогоса́но (итал. Luogosano) — коммуна в Италии, располагается в регионе Кампания, в провинции Авеллино.
Население составляет 1244 человека (2008 г.), плотность населения составляет 206 чел./км². Занимает площадь 6 км². Почтовый индекс — 83040. Телефонный код — 0827.
Покровителями почитаются святые Пётр и Маркеллин, празднование 2 июня.

## Демография
Динамика населения:

## Администрация коммуны
- Официальный сайт: http://www.comune.luogosano.av.it/